# Nachlassverzeichnis
Als Nachlassverzeichnis wird in der Überschrift des § 2215 BGB das vom Testamentsvollstrecker zu erstellende Verzeichnis über die seiner Verwaltung obliegenden Gegenstände des Nachlasses und dessen  bekannten Verbindlichkeiten bezeichnet. Für den Fall, dass der Erbe ein Inventar errichtet, hat der Testamentsvollstrecker dem Erben das Nachlassverzeichnis unverzüglich mitzuteilen.
In der Praxis von viel größerer Bedeutung  ist das  Bestandsverzeichnis gem. § 260, das Pflichtteilsberechtige gem. § 2314 von dem Erben verlangen können. Dieses Verzeichnis dient dem enterbten Pflichtteilsberechtigten als Grundlage für die Durchsetzung seiner Pflichtteilsansprüche. Da in aller Regel die Beteiligung eines Notars beantragt wird, wird das Verzeichnis als notarielles Nachlassverzeichnis bezeichnet.
Für das vom Erben erstellte Inventar gem. § 1993 BGB wird in der Praxis und in anderen Gesetzen oft die Bezeichnung Nachlassinventar verwendet (§ 20 Bundesnotarordnung; § 31 Gerichts- und Notarkostengesetz). Der Erbe ist zur Aufstellung eines Inventars nur dann verpflichtet, wenn ein Nachlassgläubiger dies gem. § 1994 beantragt. Das Inventar ist ein Mittel des Erben zur Haftungsbeschränkung (§ 1994).
Weiterhin hat der Vorerbe auf Verlangen des Nacherben diesem gem. § 2121 ein Verzeichnis der zur Erbschaft gehörigen Gegenstände mitzuteilen.
Nach § 260 BGB sind ebenfalls zur Abgabe eines Verzeichnisses verpflichtet:
- Der Erbschaftsbesitzer gem. § 2027 BGB gegenüber dem Erben.
- Jeder Miterbe gem. § 2057 BGB gegenüber den übrigen Erben.

Ein Nachlassverzeichnis kann für die Beantragung des Erbscheins gem. § 2353 und für die Berechnung der Erbschaftssteuer verwendet werden.
Historische Nachlassverzeichnisse werden auch als archivalische Quellen zu Forschungszwecken herangezogen.

## Notarzwang
Eine Verpflichtung zur Heranziehung eines Notars besteht:
- bei dem Nachlassverzeichnis des Testamentsvollstreckers nach § 2215 BGB nur, wenn der Erbe dies verlangt (§ 2215 Abs. 4 BGB). Dabei handelt es sich um die Beurkundung eines Nachlassverzeichnisses gem. § 20 Bundesnotarordnung.
- bei dem Nachlassinventar des Erben gem. 1993 BGB nach § 2002 BGB unbedingt. Der Erbe muss bei der Erstellung des Inventars eine zuständige Behörde oder einen zuständigen Beamten oder Notar hinzuziehen. Im Falle eine Notars handelt es sich um die Beurkundung eines Nachlassinventars gem. § 20 Bundesnotarordnung.
- bei dem Verzeichnis nach § 2314 BGB nur, wenn der Pflichtteilsberechtigte nach § 2314 Abs. 3  die Möglichkeit nutzt, die Hinzuziehung eines Notars zu verlangen. Dies ist dann die Beurkundung eines Vermögensverzeichnisses gem. § 20 Bundesnotarordnung.
- bei dem Verzeichnis nach § 2121 BGB nur, wenn der Vorerbe dies verlangt. Auch dies ist die Beurkundung eines Vermögensverzeichnisses gem. § 20 Bundesnotarordnung.

## Inhalt
Der in das Inventar aufzunehmende Bestand wird für das Inventar nach § 1993 BGB als „Nachlass“ bezeichnet. § 2001 führt dazu aus, dass alle bei Eintritt des Erbfalls vorhandenen Nachlassgegenstände und die Nachlassverbindlichkeiten aufzuführen sind. Um eine Wertbestimmung zu ermöglichen, sollen die Nachlassgegenstände beschrieben werden, wenn dies für die Wertermittlung von Bedeutung ist. Schließlich soll der Wert des Nachlasses angegeben werden.
Dagegen sind für das Nachlassverzeichnis nach § 2215 BGB die der Verwaltung des Testamentsvollstreckers „unterliegenden Nachlassgegenstände“ und die „bekannten Nachlassverbindlichkeiten“ Inhalt der Aufstellung. Hier wird also die Möglichkeit in Betracht gezogen, dass zum Nachlass noch Gegenstände gehören könnten, die sich nicht in der Verwaltung (im Besitz) des Testamentsvollstreckers befinden, sowie Verbindlichkeiten, die ihm unbekannt sind. Beschreibungen und Wertangaben sind entgegen den Regelungen für das Inventar in diesem Fall nicht vorgeschrieben.
In dem Verzeichnis nach § 2314 BGB ist ebenfalls der „Bestand des Nachlasses“ aufzuführen. Über den Inhalt des Verzeichnisses bestehen keine besondere Vorschriften. Nach § 260 BGB ist für die Aufstellung des Bestandsverzeichnisses lediglich gefordert, dass sie sorgfältig durchgeführt wird.
In dem Verzeichnis nach § 2121 BGB sind nur die Erbschaftsgegenstände aufzuführen.
Die Praxis hat universelle Formulare entworfen, die allgemein mit dem Titel „Nachlassverzeichnis“ versehen werden und auch dann benutzt werden, wenn ein Nachlassinventar oder ein anderes auf den Nachlass bezogenes Verzeichnis erstellt werden soll. Dabei sind im Falle von § 2314 BGB insbesondere auch Schenkungen des Erblassers der letzten 10 Jahre aufzunehmen, die gem. (§ 2325) BGB bei der Ermittlung der Pflichtteilsansprüche zu berücksichtigen sind.
Wird das Verzeichnis durch einen Notar erstellt, so greift die Notarhaftung nach § 19 Bundesnotarordnung. Von dieser kann der Notar sich nur dadurch befreien, dass er das Nachlassverzeichnis selbst erstellt und eigene Ermittlungen über die aufzunehmenden Gegenstände und Forderungen durchführt. Die Aufstellung eines Nachlassverzeichnisses ist daher mit einer Inventur vergleichbar und erfolgt zum Tag des Erbfalls.
Der Notar ist nicht verpflichtet, Wertermittlungen über die Nachlassgegenstände durchzuführen. Hierzu sind, wenn erforderlich, entsprechende Sachverständigengutachten einzuholen.
Wegen des materiellen Umfangs des Nachlasses siehe Erbschaft.

## Inventar

### Inventarerrichtung
Der Erbe ist zur Inventarerrichtung berechtigt, aber nicht verpflichtet. Die Errichtung des Inventars ist die Einreichung eines vom Erben selbst erstellten Inventars bei dem Nachlassgericht. Es genügt jedoch, wenn der Erbe die Erstellung des Inventars durch das Nachlassgericht beantragt oder sich auf ein schon vorhandenes Inventar bezieht. Wenn der Erbe das Inventar selbst erstellt, muss er eine Behörde oder einen Notar zuziehen (amtliche Aufnahme nach § 2002 BGB), die ihn z. B. hinsichtlich der Form des Verzeichnisses beraten.

### Zweck und Wirkung der Inventarerrichtung
Die Errichtung eines Inventars hat den Zweck, die unbeschränkte Haftung des Erben für Nachlassverbindlichkeiten zu beschränken. Aus diesem Grund verlangt das Gesetz, dass ein freiwillig oder auf Antrag eines Nachlassgläubigers errichtetes Inventar nicht nur vollständig alle Nachlassgegenstände enthält, sondern auch die Nachlassverbindlichkeiten angibt. Ist das Inventar rechtzeitig errichtet worden, so wird im Verhältnis zwischen dem Erben und den Nachlassgläubigern vermutet, dass zur Zeit des Erbfalls weitere Nachlassgegenstände als die angegebenen nicht vorhanden gewesen seien (§ 2009 BGB). Diese Vermutung des Gesetzes kann durch den Beweis des Gegenteils entkräftet werden.
Auf Verlangen eines Nachlassgläubigers hat der Erbe die Vollständigkeit des Nachlassverzeichnisses gegenüber dem Nachlassgericht eidesstattlich zu versichern (§ 2006 BGB). Die Protokollierung durch das Nachlassgericht ist eine Nachlasssache gem. § 342 Abs. 1 Nr. 5 FamFG.

### Inventarfrist
Wenn ein Nachlassgläubiger die Inventarerrichtung beantragt, wird dem Erben durch das Nachlassgericht eine Frist zur Errichtung des Inventars gesetzt (§ 1994 BGB, § 342 Abs. 1 Nr. 9 FamFG), die mindestens einen Monat und höchstens drei Monate betragen soll und auf Antrag verlängert werden kann (§ 1995 Abs. 1 BGB).
Hält der Erbe die Inventarfrist nicht ein, haftet er unbeschränkt für die Nachlassverbindlichkeiten. Weil die Inventarerrichtung das Ziel hat eine Haftungsbeschränkung zu erreichen, muss sie dann nicht mehr erfolgen, wenn schon eine Nachlassverwaltung angeordnet ist oder ein Nachlassinsolvenzverfahren eröffnet wird. Die Nachlassverwaltung kann allerdings nur beantragt werden, solange die vom Nachlassgericht gesetzte Inventarfrist nicht abgelaufen ist.